# Haralamb George Lecca
Haralamb George Lecca (n. 23 februarie 1873, Caracal, județul Romanați, România – d. 9 martie 1920, București, România), cunoscut și sub numele de Haralamb Leca, Har. Lecca, sau Haralambie Lecca, a fost un poet, dramaturg și traducător român. A aparținut unei familii de clasă superioară, fiind nepotul artistului Constantin Lecca și fratele genealogistului Octav George Lecca, precum și nepot și rival al scriitorului Ion Luca Caragiale. A avut o tinerețe neliniștită, în care, pentru o vreme, a studiat medicina și dreptul, ajungând și subofițer în Forțele Terestre ale Armatei Române. A debutat în literatură sub îndrumarea lui Bogdan Petriceicu Hașdeu, care, în viața privată, l-a angajat pe Lecca ca medium. Primele sale lucrări, în poezie, au fost, adesea extrem de macabre, dovedind familiaritatea sa cu literatura franceză a secolului al XIX-lea și sugerând o vagă afiliere cu Simbolismul. Colaborator al societății Junimea, apoi al aripilor sale disidente, Lecca nu s-a alăturat niciodată Mișcării Simboliste, aflate la început de drum, și și-a petrecut viața într-o relativă izolare de toate cercurile literare.
Poezia lui Lecca, recunoscută ca fiind formal realizată în contextul său, i-a adus premii literare din partea Academiei Române, dar, ulterior, a fost respinsă de critici, ce au considerat-o ca fiind lipsită de inspirație și, în cele din urmă, nesemnificativă. Ca dramaturg, Lecca și-a impresionat contemporanii. Tragicomediile sale, care înclină spre Naturalism și Teatru Politic, au fost în culmea modei în perioada 1898–1908 (lucrările lui fiind promovate și de un grup influent, al acelor vremuri, ce îi includea pe Aristide Demetriade, Aristizza Romanescu, Velimir Maximilian și Constantin Nottara). Ca dramaturg, și-a îmbogățit repertoriul cu numeroase traduceri, începând cu dramele în versuri ale lui William Shakespeare. Această muncă l-a determinat, ca ulterior, să contribuie la traduceri de proză vest-europeană, care i-au fost prolifice carierei sale. Lecca a lucrat direct cu actorii, în calitate de regizor al pieselor sale și ale altora, și uneori chiar a preluat roluri pe scenă. Atât propria sa interpretare, cât și insistența sa asupra metodei actoricești folosite de alții au fost adesea repudiate sau ridiculizate.
Conflictele sale cu actorii, dar și cu directorii teatrelor, au dus la concedierea sa de la Teatrul Național din Iași, apoi la exilarea sa și de la Teatrul Național din București, acesta fiind nevoit să își caute de lucru la companii de teatru private. La începutul anilor 1910, a adunat și poeme în proză, producând totodată memorii și eseuri care îi subliniau ideile despre societate și drama creștină. Contribuția sa la scenaristică, deși era la început, a fost umbrită de dezvăluirile privind plagiatul lui Caragiale. A devenit veteran al celui de-Al Doilea Război Balcanic, ca ulterior să lupte și în Primul Război Mondial. Lecca a murit la scurt timp după încheierea acestuia, în urma unei bătălii pierdute cu paralizia. Fusese în mare parte uitat ca scriitor și era ridiculizat de moderniști, chiar dacă piesele sale au continuat să fie jucate până în anii 1930.

## Biografie

### Tinerețe
Născut la Caracal, părinții lui au fost George (sau Gheorghe) Lecca și Zoe Lecca (n. Mănăstireanu sau Mănăstiriceanu), iar bunicul său a fost pictorul și jurnalistul Constantin Lecca. Familia aparținea nobilimii boierești și, conform legendei acesteia, a fost înființată în Roma Antică de Publius Porcius Laeca. Rădăcinile lor ar putea duce și în Bulgaria bizantină și la Baronia Gritzena. În Țara Românească, patriarhul familiei ar fi fost Aga Leca Racotă, aghiotant al domnului Mihai Viteazul și, posibil, chiar cumnat al domnului Țării Românești. Descendentul său direct, armașul Radu Lecca, a emigrat la Corona (Brașov) în 1730, unde s-a născut nepotul său, pictorul (ce avea să devină, mai târziu, bunicul lui H.G. Lecca).

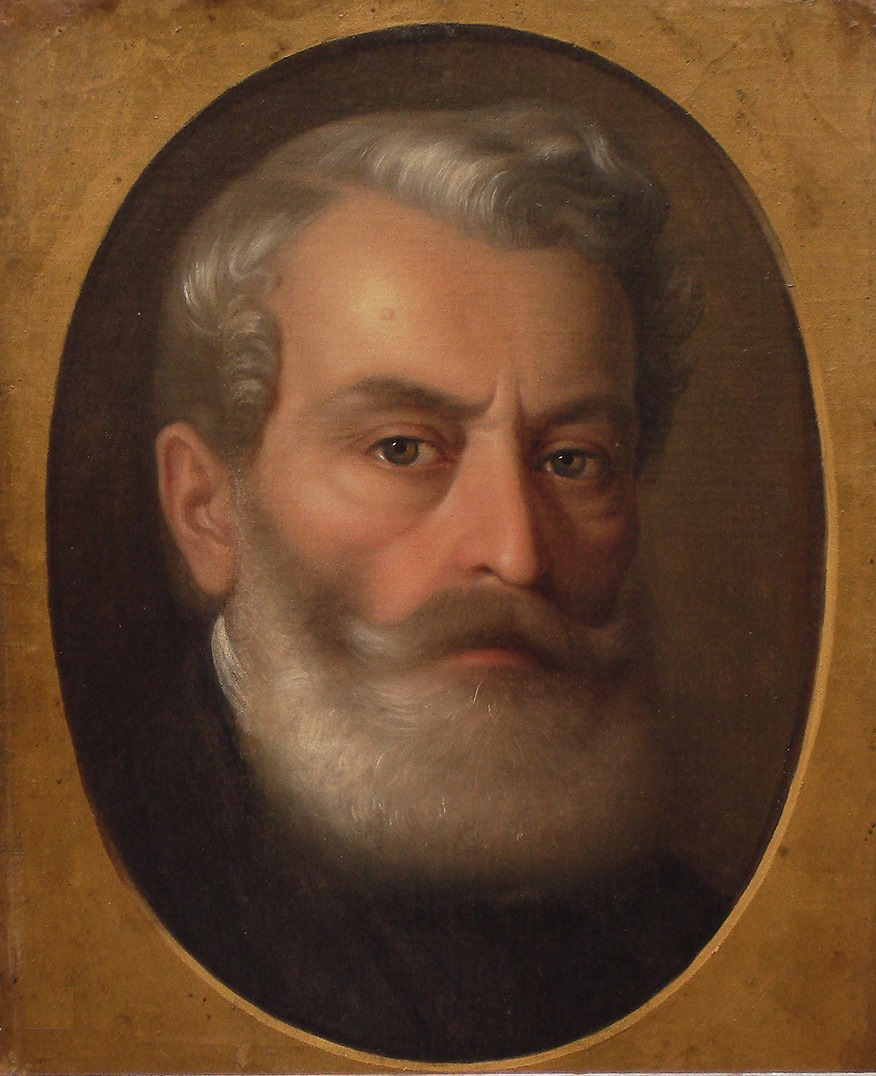
Constantin Lecca, bunicul lui Haralamb. Portret pictat de Gheorghe Tattarescu

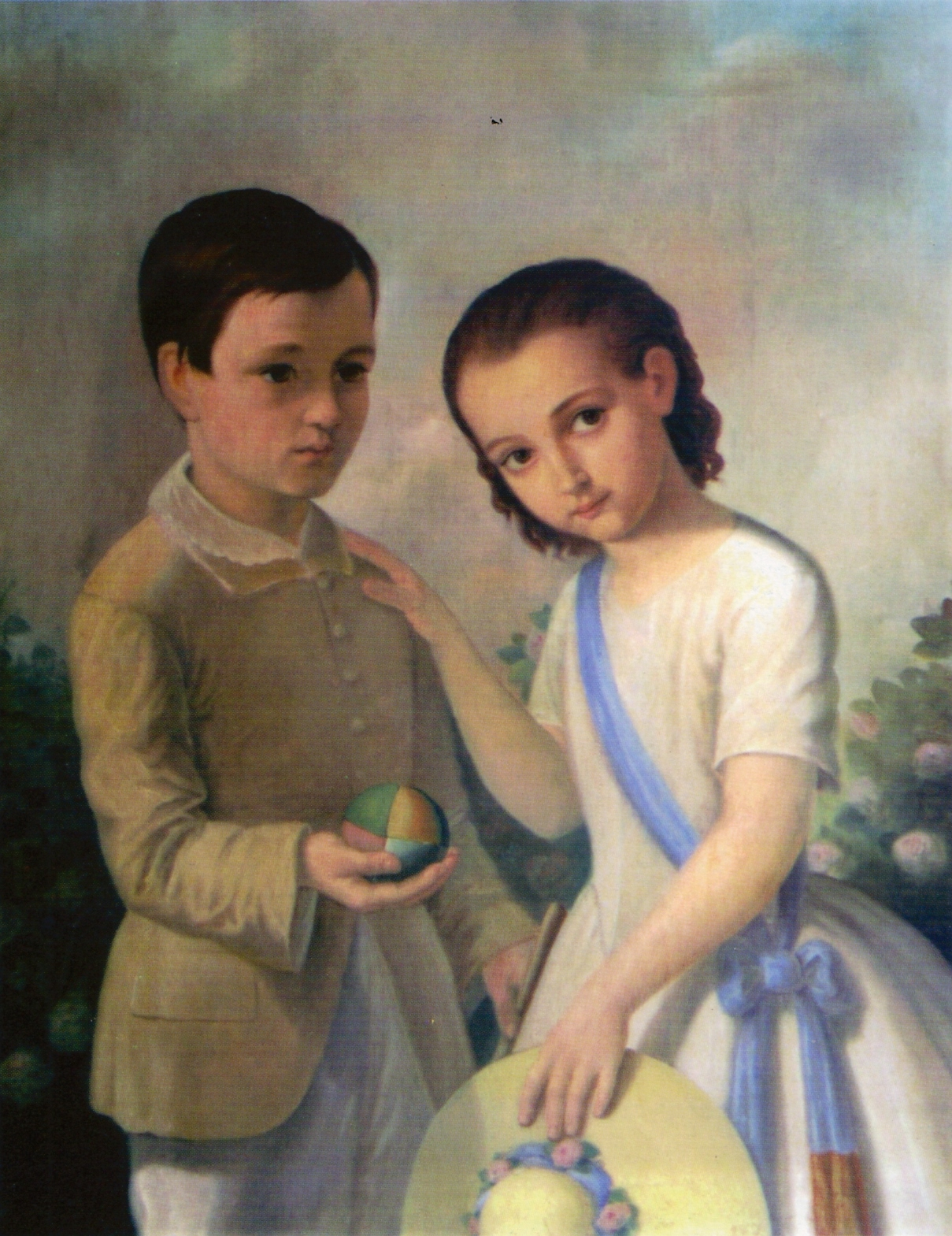
Copiii lui Lecca. Tablou pictat de Constantin Lecca

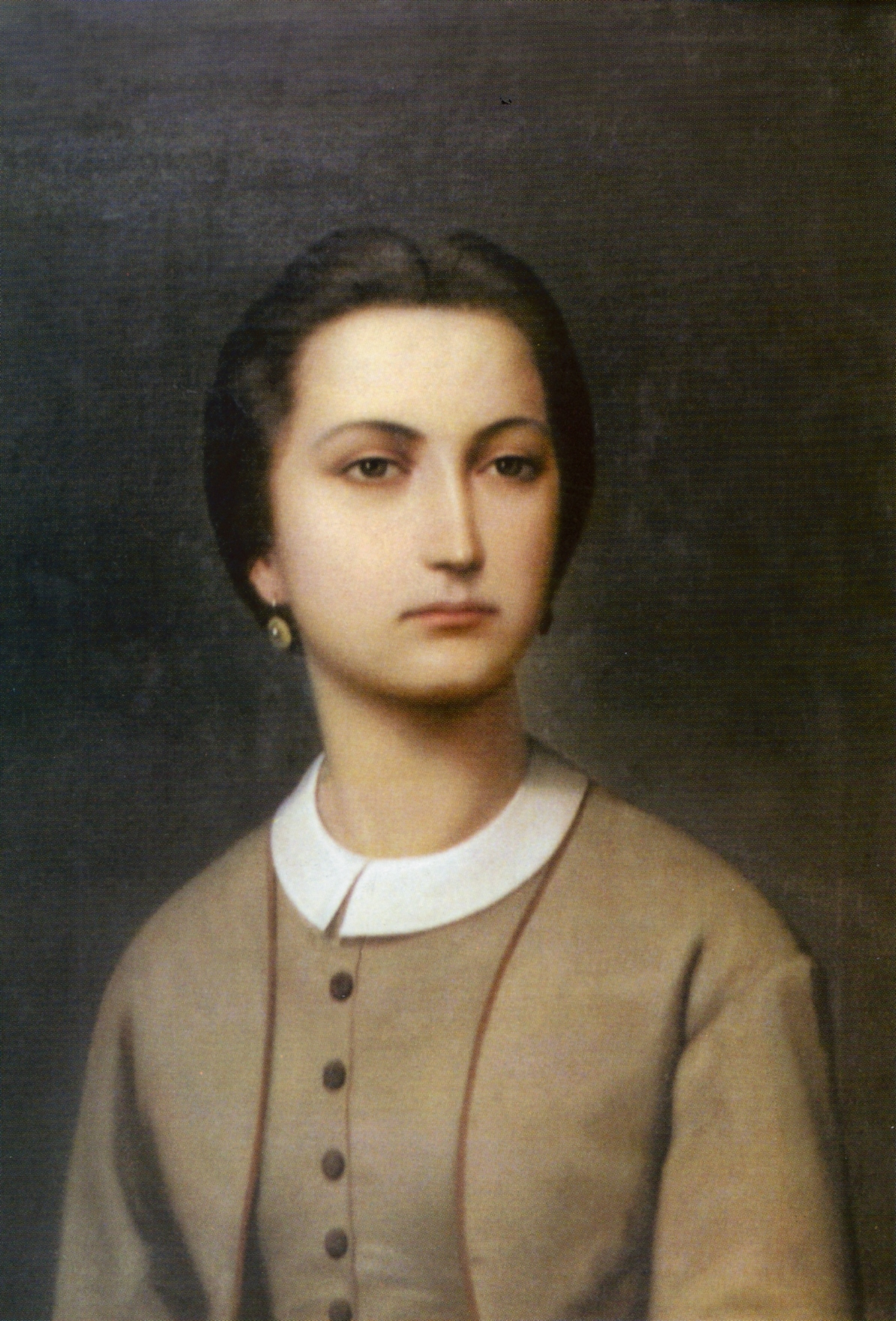
Mătușa lui Haralamb, Cleopatra Lecca-Poenaru. Portret pictat de Constantin Lecca

Unchii lui Haralamb, stabiliți în Oltenia, erau Constantin Lecca Jr., funcționar și membru al Adunării Deputaților, și Grigore, militar de carieră, acesta era rudă foarte îndepărtată cu Dimitrie Lecca, care a deținut funcții importante în Principatele Unite și Regatul României. Mătușa sa, Cleopatra, a fost căsătorită cu colonelul Grigore Poenaru, nepotul polimatului Petrache Poenaru. Ea a fost, de asemenea, verișoară maternă a dramaturgului Ion Luca Caragiale și, pentru o vreme, iubita poetului Mihai Eminescu. Tatăl lui Haralamb, George Lecca, cavaler, luptase cu îndârjire în Războiul de Independență al României — acesta fiind contextul pentru cel puțin o poezie a fiului său. Dintr-o căsătorie ulterioară, a avut un băiat mult mai tânăr, magistratul Octav George Lecca, ulterior faimos pe plan local ca genealogist, heraldist și antropolog, și o fată, Elvira Yga Lecca.
Haralamb Lecca a fost oltean și romanațean prin naștere, opera sa fiind uneori inclusă în antologii regionaliste. Totuși, așa cum a remarcat savantul oltean C.D. Fortunescu, aceasta a fost o exagerare. Lecca, susține el, „nu datorează nimic acestei regiuni, [...] doar întâmplarea nașterii sale aici sau o scurtă perioadă din copilărie l-a pus vreodată în contact cu noi”. Din 1880, Haralamb a fost trecut printre internii Institutului Pontbriant–Schewitz din București, în aceeași clasă cu actorul Ion Livescu, dar mai târziu a terminat școala primară în orașul său natal, Caracal, după asta, a urmat cursurile Liceului Cantemir din București, dar a terminat liceul la Craiova. Sublocotenent, în rezervă, în Regimentul 6 Artilerie, este posibil să fi avut și o perioadă de funcționar în cadrul Ministerului de Finanțe. În 1897, a studiat medicina la Universitatea din Paris (ceea ce l-a inspirat să scrie poezii despre disecție), dar s-a întors pentru a se înscrie la Universitatea din București, unde a studiat dreptul. Totuși, se pare că în ianuarie 1901 studia literele la Universitatea Liberă din Bruxelles. A absolvit facultatea de drept din București, dar numai după o lungă pauză, și se pare că deținea atât o diplomă de doctor în medicină, cât și un doctorat în litere.

### Debutul simbolist și cercul Hașdeu
În timp ce era încă la Paris, Revista Nouă a lui Bogdan Petriceicu Hașdeu a publicat primul poem al lui Lecca, „În cimitir”, și i-a acordat lui Lecca premiul literar anual. Conform lui Nicolae Iorga, „fecunditatea poetică” a lui Lecca a preluat curând controlul, transformând revista respectivă, mai degrabă, într-o tribună literară, decât organul științific conceput de Hașdeu. În continuare, Lecca, editorialist literar ocazional la Adevărul, a devenit, din 1894, unul dintre principalii contribuitori la Vatra lui Ioan Slavici și, din 1899, la cotidianul lui Aurel Popovici, Minerva, opera sa aparând și în Literatură și Artă Română, a celor doi scriitori, N. Petrașcu și DC Ascanio. La vremea respectivă, Lecca traducea din Enoch Arden de Tennyson, dintr-o versiune franceză. Aceasta a fost tipărită în 1896, și a fost urmată, la scurt timp, de versuri alese de Carmen Sylva, regina vorbitoare de limbă germană a României.
Colecțiile sale de poezie, cunoscute în general prin titluri numerotate, au început în 1896 cu Prima, prefațată de Hasdeu. La fel ca în următoarele ( Cinci poeme, 1897; Secunda, 1898; Sexta, 1901; Octava, 1904; A noua, 1904), aceasta a prezentat influențe puternice din partea scriitorilor francezi, în special a lui François Coppée și a altor simboliști. Conform lui George Călinescu, aceste lucrări conțineau versuri „interpretate odios” după modele franceze și cu numeroase „trivialități”. Filosoful Mihail Iorgulescu, „singurul om care l-a plâns [pe Lecca]”, constată, de asemenea, că în poezia sa lirică, Lecca a rămas epic și melodramatic, ceea ce a învechit opera sa poetică, „odată ce decorul care o conținea, s-a destrămat”. În mod similar, Henric Sanielevici afirmă că acesta avea „toate calitățile pe care le-ai putea dobândi lucrând în cabinete”. Totuși, jurnalistul Mihail Mora l-a apărat pe Lecca împotriva acuzațiilor că nu ar avea suflet poetic, sugerând că „obiectivitatea” și precizia sa lirică au fost studiate și alternate cu „izbucniri sentimentale”. După cum scrie critica și teatrologa Rodica Florea, Lecca avea într-adevăr o „nuanță exotică” și o preferință pentru standardele versurilor simboliste, dar în general „exterior, lipsit de semnificație”. Poezia sa s-a remarcat prin „detaliile fiziologice” și „sadismul interminabil”, Lecca „insistând fără menajamente [...] să schițeze portrete hidoase, terifiante sau jalnice”, pe „durosuri” (mirosuri), „cancer”, „puroi și pansamente fetide”.
Lecca a atins o calitate tehnică superioară în ceea ce privește metrica („impecabil”, conform lui Mora), dar chiar și priceperea sa a fost criticată de Iorga, care a remarcat că Lecca „nu avea nimic cu care să ne surprindă în rimele sau ritmurile sale”. Lecca a fost apreciat de critici în contextul anilor 1890, câștigând Premiul V. Adamachi al Academiei Române în 1898, și o medalie Bene Merenti, conferită de M.S. Regele Carol I, în 1899. Deși Ilarie Chendi a protestat împotriva „inspirației demente” a lui Lecca, el și-a nuanțat verdictul insistând că aceasta era totuși inspirația unui „artist rafinat”. Inspirând la rândul lor autori precum Alexandru Toma, poeziile lui Lecca au fost foarte apreciate de Hașdeu. Deși, inițial, l-a respins pe Lecca ca pe un simplu „imitator”, l-a primit în salonul său, la Editura Socec, unde Lecca i-a întâlnit pe Radu D. Rosetti, Cincinat Pavelescu, Ludovic Dauș și pe Gheorghe Ionescu-Gion.
După cum relatează Rosetti, Lecca a fost o vreme angajat ca jurnalist permanent la Gazeta Poporului, în timp ce el însuși lucra la Țara. Cei doi își făceau glume folosind notițe și epigrame în ziarul fiecăruia. Lecca a fost, de asemenea, un desenator amator, contribuind cu 89 de viniete la propria sa Octava, dintre care 18 au fost copiate de la alți artiști. El și Hașdeu împărtășeau această preocupare, precum și pasiunea pentru ocultism, spiritism și mediumism. Lecca intra în transă, încercând să-i deseneze lui Hașdeu „adevărata față a lui Hristos”. În timpul unor astfel de ședințe spiritiste, la care participa și poetul, Hașdeu a fost inspirat să-și construiască castelul nebuniei în Câmpina, unde a expus ulterior o fotografie de grup cu Lecca, Rosetti și Ovid Densusianu. În ianuarie 1899, când Hașdeu și-a creat „Societatea Presei”, un sindicat de scriitori de pionierat, Lecca, Ascanio și Chendi s-au numărat printre membrii fondatori.
Fiind puternic îndatorat lui Hermann Sudermann, Lecca și-a publicat prima lucrare dramatică, Bianca, care prezenta dileme morale care duceau la un mariticid. A apărut în revista lui Ascanio (1896), fiind urmată în 1897 de o piesă în cinci acte, Pentru o femeie, prezentată spre recenzie la Teatrului Național din București (1897). De asemenea, a fost interesat de traducerea dramelor străine și a publicat în Convorbiri literare versiunea sa a piesei Îmblânzirea scorpiei de William Shakespeare, urmată de Hernani de Victor Hugo, care a fost folosită de Teatrul Național în repertoriul din 1898. Tot atunci, a adaptat și Stâlpii societății. În 1896, a început relația sa cu actrița Aristizza Romanescu, care, așa cum scrie Rosetti, a fost și muza sa artistică pentru deceniul următor.

### Ascensiunea spre faimă
Lecca a devenit dramaturg la Teatrul Național până în 1900 și, potrivit actorului Petre I. Sturdza, a fost un traducător extraordinar de dramă în versuri, deși „nu chiar atât de poet”. În mai 1900, poetul satiric Vasile Dumbrăveanu l-a numit „ratat”, menționând că îndatora Teatrul Național. Editorii Convorbiri Literare – și în cele din urmă societatea lor literară, Junimea – au ajuns să-l considere pe Lecca ca un aliat ocazional, în ciuda debutului său, alături de rivalul lor, Hașdeu. În aceeași revistă, Dumitru Evolceanu a publicat, în 1896, un eseu în care îl aprecia pe Lecca ca poet, dar verdictele sale au fost ridiculizate de colegul său junimist Duiliu Zamfirescu. În cele din urmă, Lecca a rămas cu incompatibilul ideologic Literatură și Artă Română, ca „dramaturg prin excelență”, apoi cu succesorul parțial al publicației, Revista Idealistă.
„Cel mai productiv autor al vremii” a scris o lungă serie de piese de teatru: 
- Tertia. Casta diva („Tertia. Zeita Casta”, 1899);
- Quarta. Jucătoriĭ de cărțĭ („Quarta. Jucători de cărți”, 1900);
- Quinta. Suprema forță („Quinta. The Force Supreme”, 1901);
- Septima. Câiniĭ („Septima. Câinii”, 1902);
- Cancer la inimă (1903).[2]

O altă lucrare, publicată în 1904 (și din nou în 1905), a fost intitulată INRI — uneori descrisă ca o poezie, fiind de fapt un scenariu cu tematică evanghelică, ce prezintă „discursul său răutăcios adresat omenirii”. Potrivit istoricului literar Mircea Popa, seria conține o valoare artistică redusă, prezentând personaje cu stări psihologice neclare și intrigi nu întotdeauna suficient de înzestrate cu motive.
Prietenul său, actorul Livescu, își amintea totuși că s-au bucurat de succes la Teatrul Național, în special cu „Quarta”, în care a jucat și Aristide Demetriade (o operă în care „nu a inclus banalități sau elemente de umplutură”). 
La redescoperirea piesei în 1933, criticul Barbu Lăzăreanu l-a susținut pe Lecca drept „maestrul incisivității” - actul al doilea al „Quarta” este construit aproape în întregime din schimburi rapide de replici în jurul mesei de poker. 
În mod similar, impresarul M. Faust-Mohr își amintește că Quarta și Quinta au fost succese comerciale la prima lor punere în scenă. Punerea în contrast a unui seducător cinic cu o doamnă idealistă, în aceste două piese, i-a adus lui Lecca un alt premiu Adamachi, în 1901. 
Sperând la succes internațional, încă din anul 1900, Lecca a tradus piesa în maghiară și franceză.
Multe dintre piese au deviat de la comentariul social la cel politic, fiind influențate progresiv de școlile naturaliste și de teatrul social. Livescu notează, de asemenea, că metoda preferată a lui Lecca includea „sălbaticizarea formelor noastre sociale și flagelarea lipsei noastre de caracter [...] într-o atmosferă melancolică, uneori deprimantă, alteori purtată de o poezie discretă”. 
În 1902 a contribuit cu o astfel de critică într-o formă fără precedent, la un recital al Teatrului Național, susținut de Romanescu și Constantin Nottara: a adăugat la poemul clasic al lui Heliade, „Zburătorul”, versuri proprii, cu aluzii politice. Deja prin Quinta, Lecca, care își regiza propriile piese (cu „gust și măiestrie scenografică”, conform spuselor lui Livescu), își stabilizase echipa preferată de actori, care îi includea pe Demetriade, Livescu, Romanescu și Nottara. Un alt actor, Velimir Maximilian, a lucrat cu Romanescu si Lecca cca. 1907, amintind că acesta din urmă era „prețuit pentru tehnicile sale dramatice”.
Iorga și-a găsit literatura despre „parazitism” și „domni dezgustători”, cu puțină relevanță pentru oamenii care au trăit în epocile ulterioare. Decorurile erau „vagi și false”, evocând ce e mai rău din Liviu Rebreanu. Totuși, Iorga observă, de asemenea, că Lecca s-a remarcat în această familie de dramaturgi în „moda franceză” pentru „rețeaua sa perspicace de mișcări și dialoguri”. Același lucru a fost remarcat și de romancierul Felix Aderca, care îl considera pe Lecca o persoană harnică și „profund diferită de colegii săi”, dar a menționat că, cu toate acestea, acesta a eșuat în proiectul său principal: dramatizarea ascensiunii unei aristocrații românești industriale, urbanizate. Deși îi recunoaște talentul, Florea avertizează că succesul său a fost condiționat de faptul că a avut la dispoziție această trupă prestigioasă, precum și de un „gol” în dramaturgia românească de sfârșit de secol. Ea observă că Lecca nu crease nici situații, nici tipuri, ci că, în calitate de „fin cunoscător al scenei”, era capabil să dozeze conflictul și, de obicei, îl rezolva în tragedie; critica socială este „vehementă, dar îi lipsește claritatea”. După cum notează Faust-Mohr, „unii critici de teatru și unii din public au fost dezamăgiți de rezolvarea piesei [ Quarta ]: un tată care își ucide fiul, care fusese abătut din rătăcire de dependența de jocuri de noroc”. Septima a fost un subiect controversat „prin cruditatea pe care o găsești în unele dintre scenele sale”. „Îl arăta pe intrigantul adulator care se băga în seamă pe un politician și nu pierdea timpul denunțându-l odată ce steaua sa a scăzut”. Cancer la inimă a fost luat în râs pentru titlul său morbid, deși, susține Mora, criticii săi „nu păreau niciodată să aibă timpul, nici abilitatea, de a-l analiza”.

### Scandaluri din anii 1900
În jurul anului 1900, Lecca era sub contract cu editura Alcalay și coordona „Biblioteca pentru toți”, o serie de publicații pentru popularizarea literaturii străine și autohtone. Propria sa opera literară s-a diversificat și a ajuns să fie găzduită în locații precum Flacăra, Noua Revistă Română, Viața Romînească, Viața literară și Falanga, semnată uneori cu pseudonimul „Câmpeanu”. 
Din 1903 i s-a alăturat lui Livescu în calitate de colaborator la Revista Theatrelor, o revistă publicată pentru comunitatea actorilor de teatru și a spectatorilor de teatru, urmată ulterior de contribuții similare în Rampa și Scena.
Din 1905, fratele său a fost afiliat marginal al Mișcării Simboliste Românești, scriind pentru Vieața Nouă, al cărei editor, Ovid Densusianu, l-a numit pe Haralamb „cel mai artistic dintre poeții mai tineri”. Lecca, însă, se ținea departe de cluburile literare, și în special de cafenele, și era perceput ca fiind amar sau glacial — dar, potrivit prietenului N.I. Apostolescu, era de fapt mișcat „de toate mizeria, nedreptatea și meschinăria vieții”. 
Lecca a avut certuri cu criticul Mihail Dragomirescu, care a susținut că nu este o ființă umană (deși a recunoscut că Lecca a scris dialoguri bune). Printre cei mai înfocați apărători ai săi se numără Apostolescu, care l-a analizat pe Lecca în studii de literatură comparată, și dramaturgul Victor Anestin, care a susținut (în mod controversat) că Lecca îl depășea pe Ion Luca Caragiale. 
În 1902, decanul simbolist Alexandru Macedonski a relatat că Caragiale îl considera pe vărul său irelevant din punct de vedere cultural, considerând piesele sale „încercari, dar nu literatură”. 
Potrivit lui Florea: „O figură stranie, interesantă pentru epoca sa, considerată un arbitru al eleganței, «omul extremităților și extremelor», [...] Haralamb Lecca [a fost] fie respins cu indignare, fie elogiat, simpatiile și antipatiile purtând aceeași pecete a unei parțialități disproporționate.” 
Mânat de nevoile materiale și de principiile sale pedagogice, scriitorul, folosind pseudonimul „Sybil”, a preluat roluri în propriile piese de teatru — deși, își amintește Livescu, „nu avea talent pentru asta”.
În 1903 a călătorit prin Oltenia ca protagonist al piesei sale Septima și, pentru o perioadă, în 1905, a fost regizorul Teatrului Național din Craiova. În timp ce se afla acolo, se pare că s-a încăierat cu un membru al trupei, Petre Locusteanu, pe care chiar l-a provocat la un duel. 
Ca protejat al influentului politician Vasile Morțun, a fost simultan regizorul Teatrului Național din Iași, producând propria sa Quintă. Potrivit filologului Remus Zăstroiu, rolul său acolo „nu a fost deloc neglijabil”, ci mai degrabă a contribuit la un interval de „împlinire artistică”. Fiind „unul dintre cei mai competenți oameni ai scenei”, Lecca s-a angajat „să modernizeze programul și să reformeze tehnicile actoricești”. Același lucru a fost remarcat și de actrița Maria Filotti (descoperită și angajată de Lecca), care a rezumat mandatul său ca fiind „scurt [dar] productiv”. Totuși, a fost și nemilos și „aproape brutal de sincer” cu angajații săi și, așa cum a remarcat Sturdza, care a făcut turnee cu compania, „îmi insultă inutil camarazii”.
Potrivit cotidianului local Opinia, „încăpățânatul” Lecca a încercat să facă presiuni asupra spectatorilor de teatru pentru a accepta piese românești, pe care aceștia le respingeau constant. De asemenea, a exagerat cu cerințele sale de metodă actoricească, care includeau, în mod notoriu, eliminarea sugestiilor, fiind în cele din urmă forțat să demisioneze, în decembrie 1906.
Imediat după aceea, Velimir Maximilian l-a angajat pe Lecca la Asociația Grigoriu, o trupă independentă. 
În februarie 1907 a călătorit prin țară alături de Romanescu, ajungând în Caracalul său natal. Interpretarea lui Lecca din piesa Erou și Leandru de Franz Grillparzer, care apare în numărul 270 al revistei Biblioteca pentru toți (1907), a fost probabil realizată de un intermediar francez.
Au urmat alte contribuții de acest gen, cu lucrări de: 
- Shakespeare (Romeo și Julieta, 1907);
- Théodore de Banville (Sărutul, 1907);
- Jean Racine ( Athalie, 1907);
- Pierre Beaumarchais (Bărbierul din Sevilla, 1908);
- Pierre Corneille (Horațiu, 1912);
- Molière (Tartuffe, 1913).[2]

Retipărite de-a lungul anilor 1910, aceste lucrări au fost laude din partea lui Albert Honigman de la Universul literar, care considera că Lecca, un „poet inteligent”, avea „un talent remarcabil în artele traducerii”. Aderca le-a considerat „mediocre”, în timp ce istoricul literar Barbu Theodorescu a remarcat „multitudinea de erori” și „slăbiciunea lor pripită”. 
După ce a obținut o funcție guvernamentală de director adjunct al teatrelor, apoi și de inspector general al teatrelor, Lecca era extrem de nepopular. 
În timpul Paștelui din 1908, printr-un articol în Ordinea, el și-a întrebat cititorii „ce ar face dacă s-ar întoarce Hristos”, iar „Coco” Ranetti, un satiric de la Furnica, le-a răspuns: „V-aș da urgent afară din teatre”. În cele din urmă, a fost demis din funcție când actori nemulțumiți, care îl cunoșteau încă din perioada petrecută la Teatrul din Iași, și-au exprimat opoziția. 
Ulterior, Lecca a fost și unul dintre scriitorii însărcinați să traducă pentru Teatrul Național de către președintele acestuia, Pompiliu Eliade, care a folosit versiunea sa a lucrării lui Dumas-fiul, L'Étrangère. 
În 1908, traducerea sa din La Femme de Claude de același Dumas a fost modificată de către directori și, după protestul său public, a fost retrasă de la repetiții.

### Marginalizare și întoarcere
Amenințarea lui Lecca la adresa lui Eliade, că nu va mai permite ca propria sa operă să fie jucată la București, a fost luată în serios de către destinatarul acesteia, care i-a interzis efectiv să pună piciorul în Teatrul Național. Totuși, a fost din nou angajat în decembrie, când a pregătit o versiune scenică a piesei Ultima problemă de Arthur Conan Doyle, publicată sub formă de carte, în 1915. În lunile următoare, Lecca a avut și angajamente în străinătate, „Quinta” sa fiind preluată de trupa lui Italia Vitaliani la Florența (martie 1909). Deși Lecca și presa românească au susținut că a fost un succes, criticul Mario Ferrigni a numit-o „o tortură inutilă și absurdă”, concluzionând că Lecca a fost „un farsor uriaș”. Cam în acea perioadă, Septima a fost jucată la Teatrul Național din Sofia, în Regatul Bulgariei, fiind primită cu recenzii negative în revista Savremenik.
Celelalte lucrări ale sale de traducere, publicate independent, au acoperit proză: 
- în 1904: texte de Camille Flammarion;

- în 1908:
  - Inteligența florilor de Maurice Maeterlinck;
  - O viață de Guy de Maupassant;
  - Quo Vadis de Henryk Sienkiewicz;
  - Povestea pietrei de moară inactive de Hermann Sudermann;

- în 1909: cartea a doua din Călătoriile lui Gulliver.[2]

Tot în 1909 s-a alăturat Societății Scriitorilor din România, pe atunci sub președinția lui Mihail Sadoveanu. De asemenea, a publicat traducerea sa din „Boule de Suif”, mult criticată de Mihai Codreanu pentru că nu a redat sensurile și expresiile lui Maupassant, o „perseverență în traducerea proastă”.
Cam în acea perioadă, Lecca s-a căsătorit cu Natalia Botezat, cu care a locuit o vreme la Bârlad. Mutarea sa acolo a fost anunțată pe 13 iulie 1911. În acel an, Lecca a tradus în limba română romanul Ocolul lumii în optzeci de zile de Jules Verne, în timp ce lucrările sale anterioare l-au inspirat pe Zicu Araia, care a adaptat în limba aromână romanul său „Enoch Arden”. Revenind în același an cu retrospectiva „ Poezii ”, a fost descris de Viața Romînească ca având „o oarecare îndemânare”, spre deosebire de colegul său de generație, Rosetti, care era „fără talent”. Amândoi au fost evidențiați în Luceafărul, ceea ce, remarca cronicarul, era „exagerat” pentru poeți cu un asemenea statut. Facla, revista simbolistă, de stânga, a fost mai categorică, descriindu-l pe Lecca ca fiind „exagerat și banal”.
Lecca a contribuit, de asemenea, la eseurile și conferințele politice din „Noi, Românii”, unde a atacat moravurile și psihologia epocii sale. Lecca tânjea după ceea ce el considera a fi „zile mai bune”, referindu-se la opera culturală a lui Hașdeu, George Ionescu-Gion și a psihologului Nicolae Vaschide, a cărui lucrare a prezentat-o publicului. Scrisă parțial ca o satiră, „Noi, Românii” ataca anumite grupuri sociale: 
- imigranții transilvăneni, pentru că „se dădeau în martiri” și „și formau, încetul cu încetul, propriul stat în stat”;
- funcționarii statului, pentru că erau „somnolenți” și interesați mai mult de întâlnirile sociale decât de munca propriu-zisă;
- și actorii amatori, pentru că „dezonorau munca” profesioniștilor.[17]

Ostilitatea sa față de amatori a fost împărtășită de Livescu, care observă că „Quarta” era „mutilată” de o companie din Pitești, ceea ce a redus numărul de roluri de la „un număr mare” la „șapte-nouă”.
Astfel de memorii fragmentare, admirate de Florea pentru „portretul emoționant al lui Hașdeu”, au fost totuși respinse în 1913 de cronicarul Spiru Hasnaș, care le-a considerat „monotone”. Lecca a scris și povestiri scurte, culese sub titlul Crăngi (1914), și episoade din viața lui Napoleon Bonaparte. După cum a remarcat Florea, acestea sunt poeme în proză și, prin aceasta, inferioare poeziei sale obișnuite, „fără niciun alt interes literar în afară – într-o anumită măsură – de un interes stilistic”. Deși renunțase în mare parte la poezie, era totuși remarcat ca autor în genul epigramelor, ridiculizând, de exemplu, starea transportului public din București.
Sub contract cu Alexandru Davila, care conducea o companie privată de actori, a jucat în versiunile acestuia ale piesei „La Femme de Claude” și „Le Détour” de Henri Bernstein. Într-o recenzie a celui din urmă pentru Adevărul, Emil Fagure a susținut că Lecca (prezentat drept „Câmpinaru”) a fost „foarte spiritual” în interpretarea lui Cyrill, care „i se potrivește de minune”. De asemenea, a început să lucreze cu actrița și managerul Marioara Voiculescu, traducând pentru ea piesa „În Ajun” de Leopold Kampf. 
În octombrie 1912, Lecca a apărut în piesa „Cœur à cœur” de Romain Coolus, deși, potrivit criticului Al. Cobuz, a provocat doar hohote de râs neintenționate: „vocea lui era răgușită și nemodulată, gesturile sale erau abrupte și aspre”. Cei doi regizori avuseseră deja o dispută majoră pe tema contractului lui Filotti, iar colaborarea dintre ei nu a durat mult, Davila devenind unul dintre „criticii violenți” ai lui Lecca.

### Război, boală și moarte

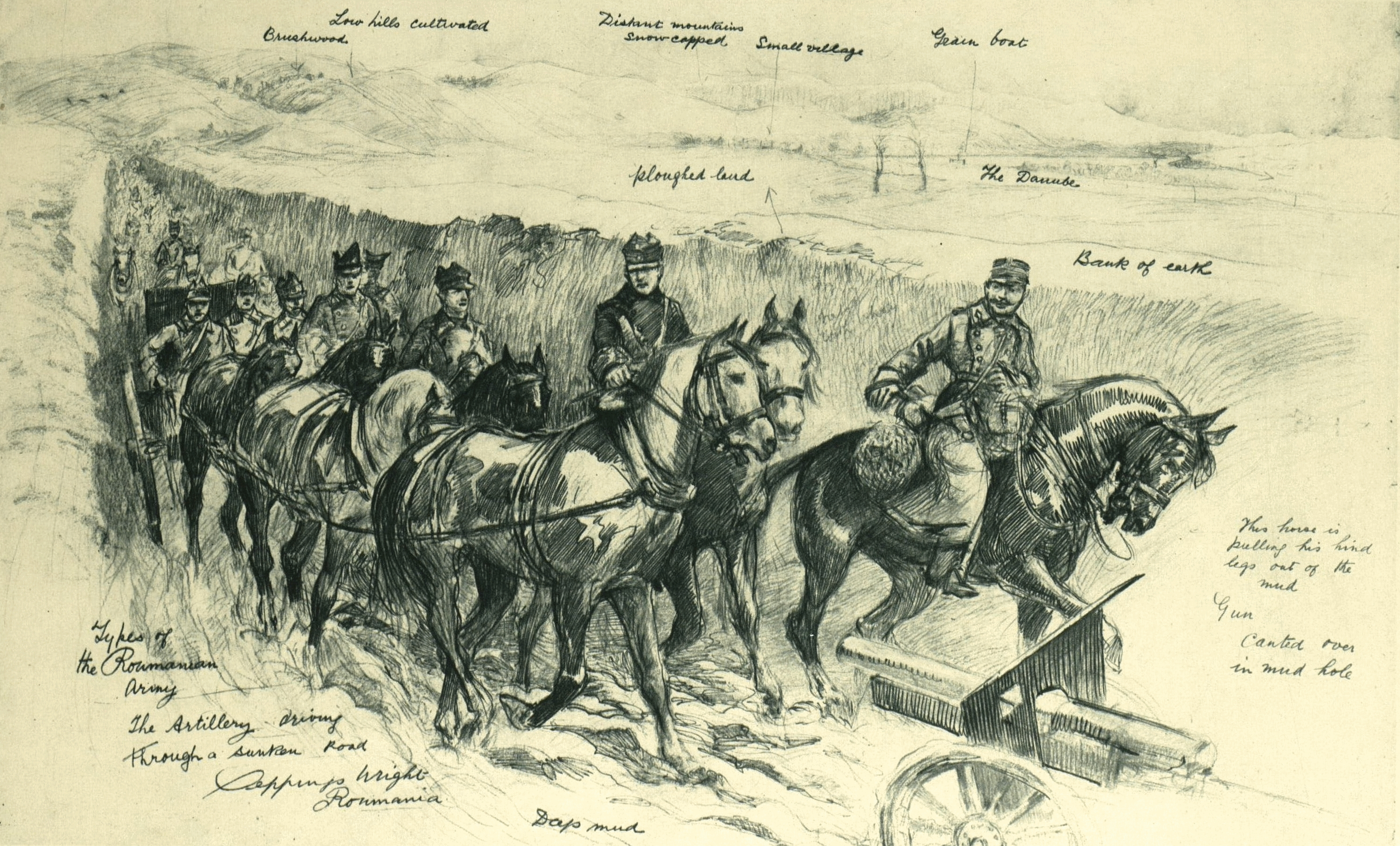
Artileria românească în timpul campaniilor din 1916 (desen de HC Seppings-Wright, The Illustrated London News)

Înaintea Războaielor Balcanice, Lecca a fost rechemat în serviciul activ la Garnizoana București, apoi, în cele din urmă, sub arme. A participat la expediția din 1913 în Bulgaria și a publicat memoriile experienței sale – lucru ciudat, potrivit lui Iorga: „puțini se așteptau ca [Lecca] să fie interesat de astfel de subiecte”.
Până atunci, interesat de școala cinematografică românească emergentă, lucra și la un scenariu pentru „drama țărănească”, Răzbunarea. Filmul omonim, produs de Leon Popescu și cu Voiculescu în rol principal, a avut premiera la întoarcerea lui Lecca la București, în iunie 1913. 
Împreună, Lecca și Voiculescu au scris o versiune cinematografică a operei Fédora, difuzată pentru prima dată într-o proiecție privată, cam în aceeași perioadă cu Răzbunarea — amânată de retragerea furioasă a lui Popescu din proiect. Lansarea acesteia a avut loc în 1915.
În 1914, Lecca a publicat versiuni ale lui Moș Goriot de Honoré de Balzac, Jack de Alphonse Daudet, și a lucrat și la Decameronul lui Giovanni Boccaccio (publicat după moartea sa, în 1926). În jurul anului 1915, a lansat o altă operă dramatică, Zece monologuri. S-a întors la Teatrul Național București, unde Tertia a fost din nou pusă în scenă în acel an. Acesta lucra totodată și la punerea în scenă și adaptarea piesei Ilderim, de Carmen Sylva și Victor Eftimiu (premiera fiind în martie 1916). În iulie 1916, cu puțin timp înainte ca România să intre în război, a candidat la președinția Uniunii Scriitorilor, dar a pierdut în fața vechiului său rival de la Junimea, Duiliu Zamfirescu.
Ulterior, în timpul campaniilor Primului Război Mondial, Lecca a fost căpitan al Departamentului de Muniții din Divizia 22,  care s-a retras cu restul armatei în Moldova de Vest. Tot în acel interval, spectacolul de revistă Dandanaua era pus în scenă de Maximilian în Bucureștiul ocupat de germani — aceasta a fost anulată după ce au apărut rapoarte conform cărora aceasta îi batjocora pe ocupanți.
În timpul convalescenței, la Podu Iloaiei, în iarna anului 1916, Lecca a prezentat semne ale unei boli debilitante (uneori descrisă ca o rană de război), mărturisindu-i lui Ludovic Dauș că murea încet, dar încă spera să găsească un leac miraculos. Demis din serviciu în vara anului 1917, locuia la Iași, având-o ca asistentă medicală pe Natalia Lecca. Printre ultimele sale lucrări s-a numărat un alt volum de poezii, Simpla. Aproape complet paralizat în 1918, a continuat să fie conștient și să răspundă la probleme, deși, așa cum își amintește Iorgulescu, era mort din punct de vedere social. 
La sfârșitul războiului, scrierile sale nu au mai fost considerate relevante. După cum susținea poetul și criticul Benjamin Fondane în 1921: „Lui Haralamb Lecca i-au trebuit zece ani să-și dea seama cât de falsă era arta sa.” Deși a avut o influență remarcabilă asupra comediilor lui A. de Herz, Lecca a fost, potrivit lui Florea, „uitat chiar înainte de a înceta să mai scrie” - aceasta, „chiar dacă istoria dramaturgiei românești din acel moment nu-l poate abstrage. [...] Scrierile lui Lecca pentru scenă au deschis calea dramaturgiei cu tematică urbană.” A murit pe 9 martie 1920, la domiciliul său din București (pe Strada Suvenir, nr. 9). Fratele său, Octav, i-a fost alături în ultimele clipe de viață. A fost înmormântat la Cimitirul Bellu, în parcela 92b, fără a fi prezent niciun oficial al culturii, căreia i se dedicase toată viața. Prin anii 1930, mormântul său era neîngrijit, placa de marmură de pe el crăpându-se.

## Moștenire

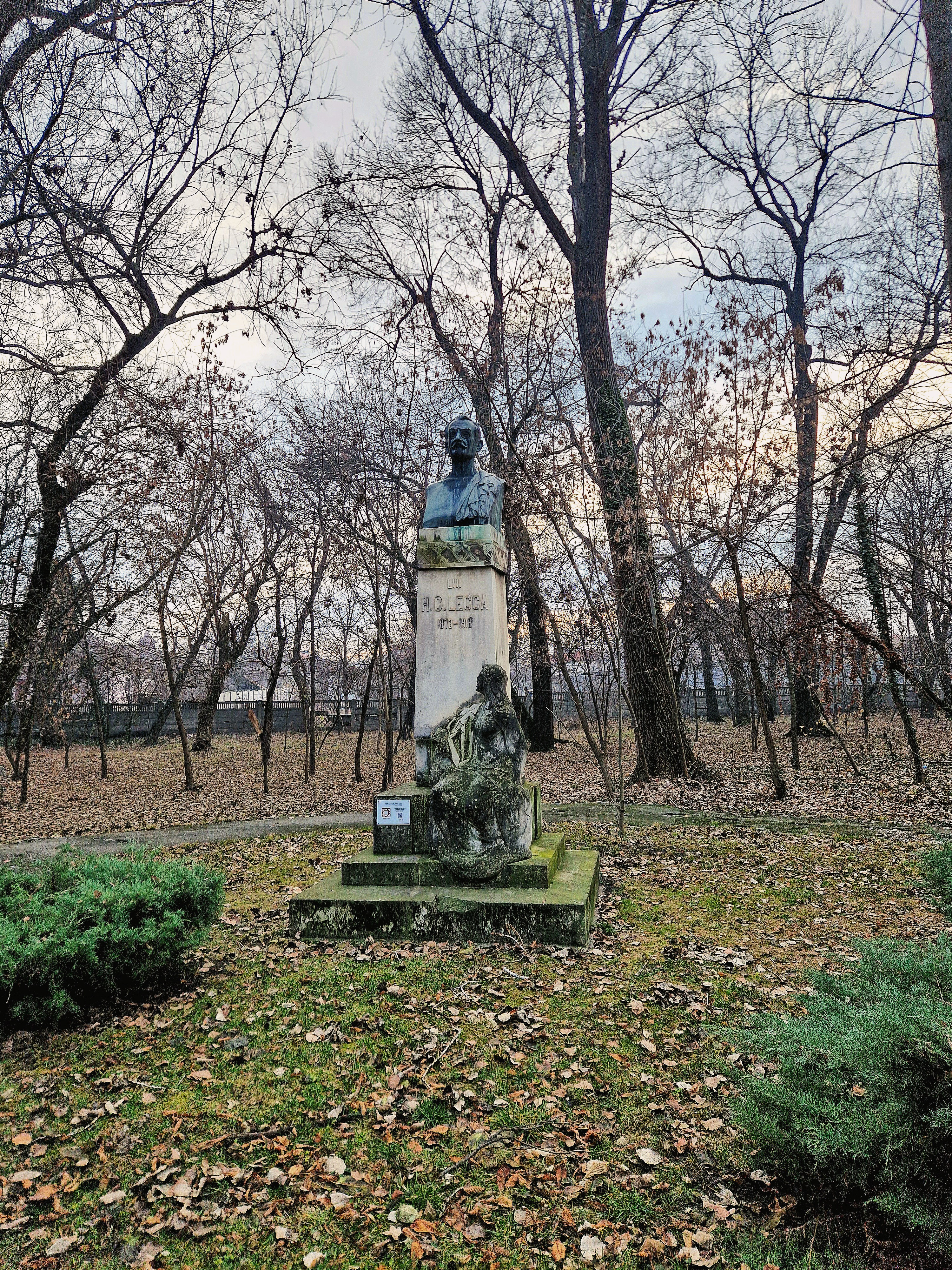
Bustul lui H.G. Lecca din Parcul Municipal „Constantin Poroineanu” din Caracal

În 1933, la Caracal, concetățenii lui Lecca i-au ridicat, în fața Teatrului Național din Caracal, un bust, sculptat de Ion Dimitriu-Bârlad (în prezent, monumentul este amplasat în parcul municipal). Această reverență contrasta cu declinul său postum al importanței literare. Sturdza a susținut că „din tot ce a scris Lecca — în versuri și dramă — și a scris mult pentru vremea sa, astăzi [în 1940] nimic nu dăinuie, nici măcar în memoria propriei sale generații”. În 1921, interpretarea sa a piesei Erou și Leandru, la Teatrul Regina Maria, a avut loc într-o sală „aproape goală”, în ciuda faptului că în rolul principal juca Tony Bulandra. Cu toate acestea, piesa Quinta, tot la Regina Maria (cu Bulandra și soția sa, Lucia Sturdza), se bucura în continuare de succes și, remarca criticul Paul I. Prodan, avea să fie în continuare relevantă „atâta timp cât legile sociale rămân aceleași”. Potrivit lui Aderca, era încă apreciată doar pentru că „lacrimogenele și pamfletele [...] se vor bucura întotdeauna de un mare succes în rândul maselor”. Lecca, notează el, avea „prestigiul celor decedați recent”. Tot în anii 1920, o încercare de a pune în scenă INRI a eșuat, din cauza opoziției atât a Bisericii Ortodoxe Române (care o considera blasfemie), cât și a unor critici precum Garabet Ibrăileanu (care ridica obiecții estetice). Mora a susținut în 1929 că „va veni vremea ca opera lui Haralamb Lecca [...] să se impună”.

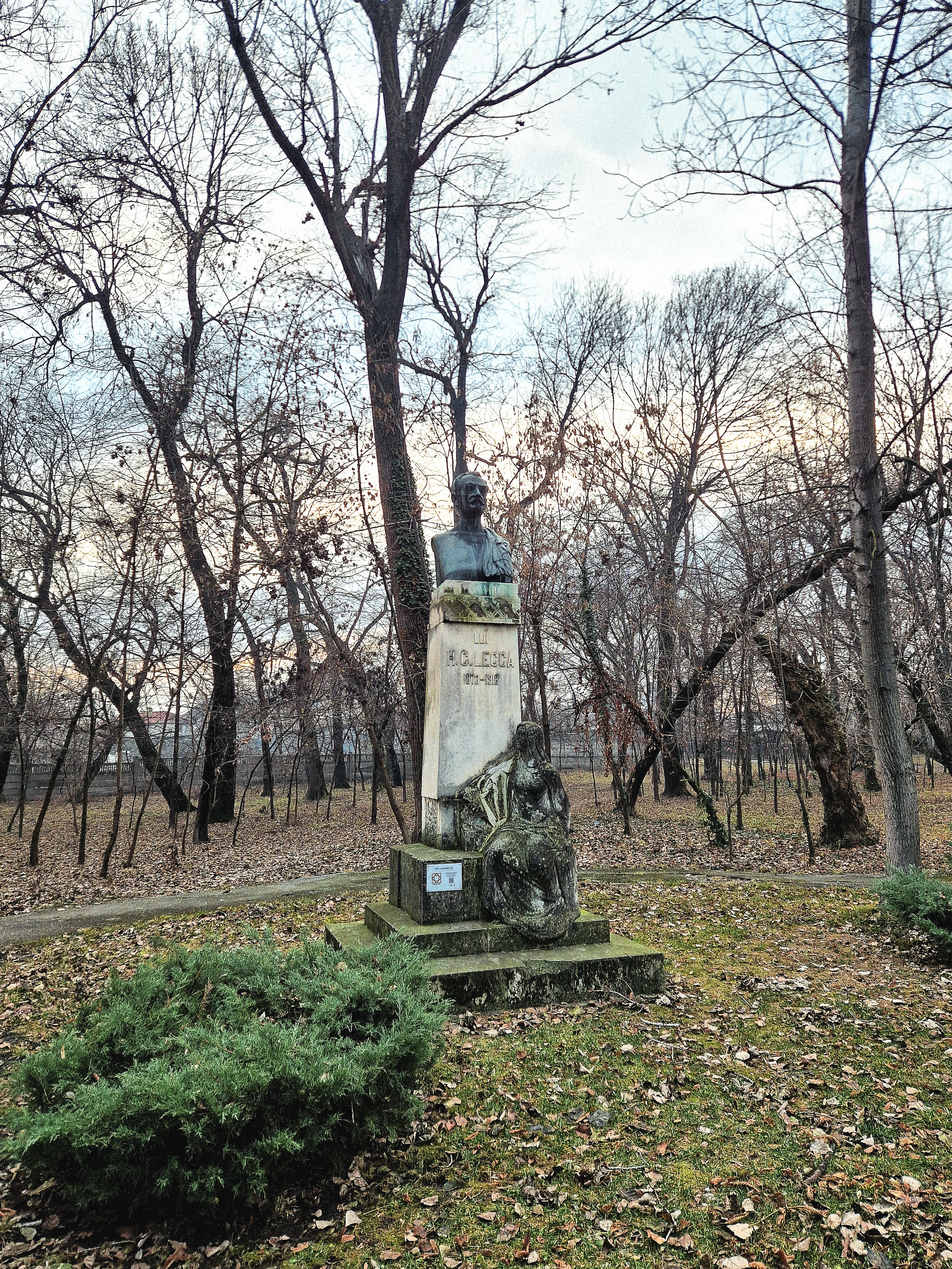
Bustul lui H.G. Lecca din Parcul Municipal „Constantin Poroineanu” din Caracal

În 1930, Rosetti a propus, de asemenea, ca piesele lui Lecca să fie reluate „cu actorii, costumele și tehnicile de astăzi” și ca piesa Casta-Diva să fie reluată de Teatrul Național din București. După cum a remarcat în 1936 dramaturgul Mihail Sebastian, piesele lui Lecca și Emil Nicolau fuseseră reluate și erau puse în scenă în mod curent de teatrele din București. Această lipsă de piese comparabile, mai recente, a însemnat că Lecca a fost „un clasic împotriva voinței sale”. Într-o rubrică din 1942, scriitorul Alexandru Kirițescu a sugerat că Ioana, una dintre lucrările mai noi ale lui Dauș pentru scenă, prelungea inutil genul lui Lecca de „dramă de salon”, un gen care „nu necesită nici abilități de observație, nici umor”.